# Stilbula lissoma
Stilbula lissoma är en stekelart som beskrevs av Masi 1917. Stilbula lissoma ingår i släktet Stilbula och familjen Eucharitidae.
Artens utbredningsområde är Seychellerna. Inga underarter finns listade i Catalogue of Life.